# Tagwen
Tagwen è uno dei personaggi del ciclo: Il Druido Supremo di Shannara, che accompagna Penderrin Ohmsford nelle sue avventure per riportare l'Ard Rhys nelle Quattro Terre.

## Storia
È l'assistente personale di Grianne Ohmsford sin dai primi giorni successivi alla convocazione del Terzo Consiglio dei Druidi, e da allora aiuta l'Ard Rhys a coordinare il suo lavoro e a sbrigare piccole faccende quotidiane. Quando i cospiratori guidati da Shadea a'Ru spediscono Grianne nel divieto, Tagwen avvertì immediatamente Kermadec che i Druidi intendevano far ricadere ogni responsabilità su di lui e sui suoi Troll: se avesse provato a mettere piede nella fortezza, sarebbe stato incantenato e sbattuto nelle segrete per sempre; del resto i congiurati non volevano che gli amici dell'ex Ard Rhys intralciassero i loro piani. Tagwen sapeva bene che l'unico che poteva aiutare Grianne era suo fratello Bek, che abitava nella stazione commerciale di Patch Run: dopo una frenetica fuga da Paranor, il nano non riuscì nel suo intento e anziché trovare Bek, contattò suo figlio, Penderrin Ohmsford.
L'assistente dell'Ard Rhys spronò il giovane alla fuga in quanto stava per arrivare nel piccolo insediamento, Terek Molt, che non avrebbe esitato ad uccidere il figlio di Bek. Nel tentativo di sfuggire al druido, i due precipitano sulle rive del Lago Arcobaleno dove incontrarono il Re del Fiume Argento che incaricò Pen di trovare il mitico Tanequil con cui avrebbe potuto salvare la zia. Sapendo di non poter affrontare da soli un viaggio così lungo e pericoloso, Tagwen cercò degli alleati e si recò nel piccolo villaggio di Emberen, nelle Terre dell'Ovest dove incontrò Ahren Elessedil e sua nipote: Khyber Elessedil che accettarono di aiutarli. A bordo della nave di Gar Hatch il gruppo riuscì ad arrivare nelle Terre del Nord, dove Ahren Elessedil perse la vita a causa dell'ostinazione di Terek Molt.
Tagwen collaborò alla trappola per ingannare Aphasia Wye e liberare Cinnaminson e seguirà Kermadec e il giovane Pen lungo tutto il viaggio per raggiungere l'antica Stridegate dove avrebbero trovato il Tanequil.